# Les Woodies
Les Woodies (the Woodies) est le surnom donné à l'une des équipes les plus titrées de l'histoire du double masculin au tennis, composée de deux Australiens dans les années 1990 : Todd Woodbridge et Mark Woodforde.

## Style
D'un grand académisme, le jeu des Woodies était essentiellement basé sur la technique de gaucher de Woodforde et sur la qualité des volées (notamment volées réflexes) de Woodbridge. Un gaucher et un droitier comme les frères Bryan.

## Palmarès
Les Woodies ont remporté 61 tournois en double messieurs, dont onze en Grand Chelem : 
- deux à l'Open d'Australie ;
- un à Roland-Garros ;
- six à Wimbledon ;
- deux à l'US Open.

Ils remportent deux fois le Masters de fin d'année, en 1992 à Johannesbourg et 1996 à Hartford.
L'équipe a aussi décroché la médaille olympique à Atlanta en 1996 et l'argent à Sydney en 2000.
Les Woodies ont joué de nombreuses rencontres de Coupe Davis pour l'Australie, dont la finale de 1999 gagnée face à la France. C'est également en Coupe Davis, après le match et la finale perdue contre l'Espagne l'année suivante, que Woodforde a pris sa retraite sportive, mettant fin au mythique duo. Ils perdent aussi le double et la finale contre l'Allemagne en 1993.

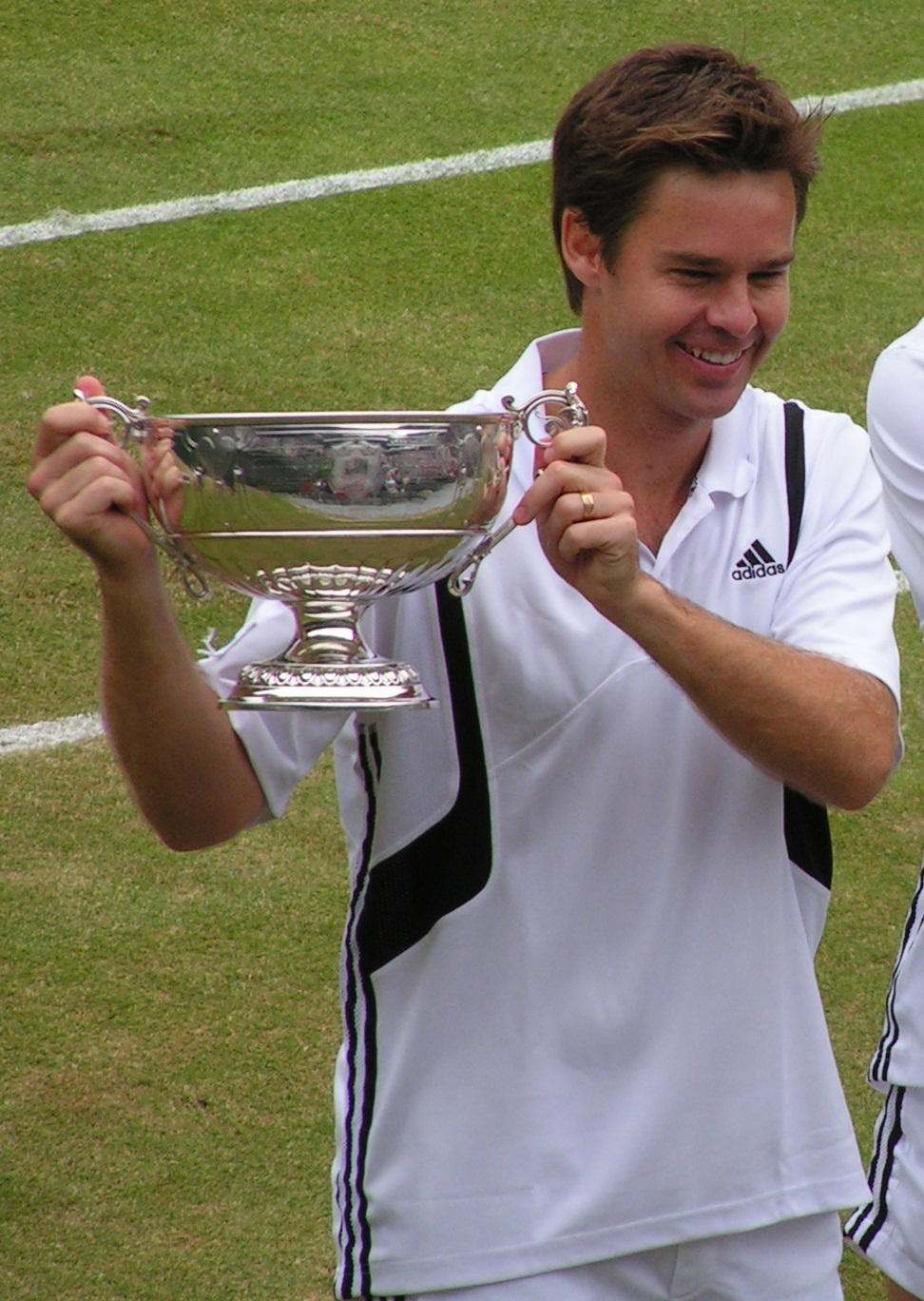
Woodbridge à Wimbledon en 2004.
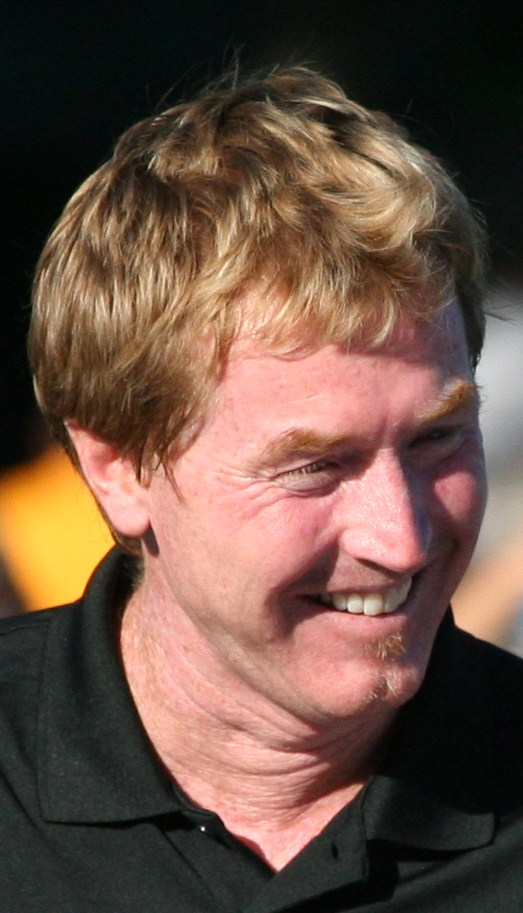
Mark Woodforde en 2010.